# Équipe de Hongrie de hockey sur glace
Cet article traite de l'équipe masculine. Pour l'équipe féminine, voir Équipe de Hongrie féminine de hockey sur glace.
L'équipe de Hongrie de hockey sur glace est la sélection nationale de la Hongrie regroupant les meilleurs joueurs de hockey sur glace hongrois lors des compétitions internationales. L'équipe est sous la tutelle de la Fédération hongroise de hockey sur glace (Magyar Jégkorong Szövetség). 
L'équipe est classée 21e au classement IIHF 2019.

## Effectif

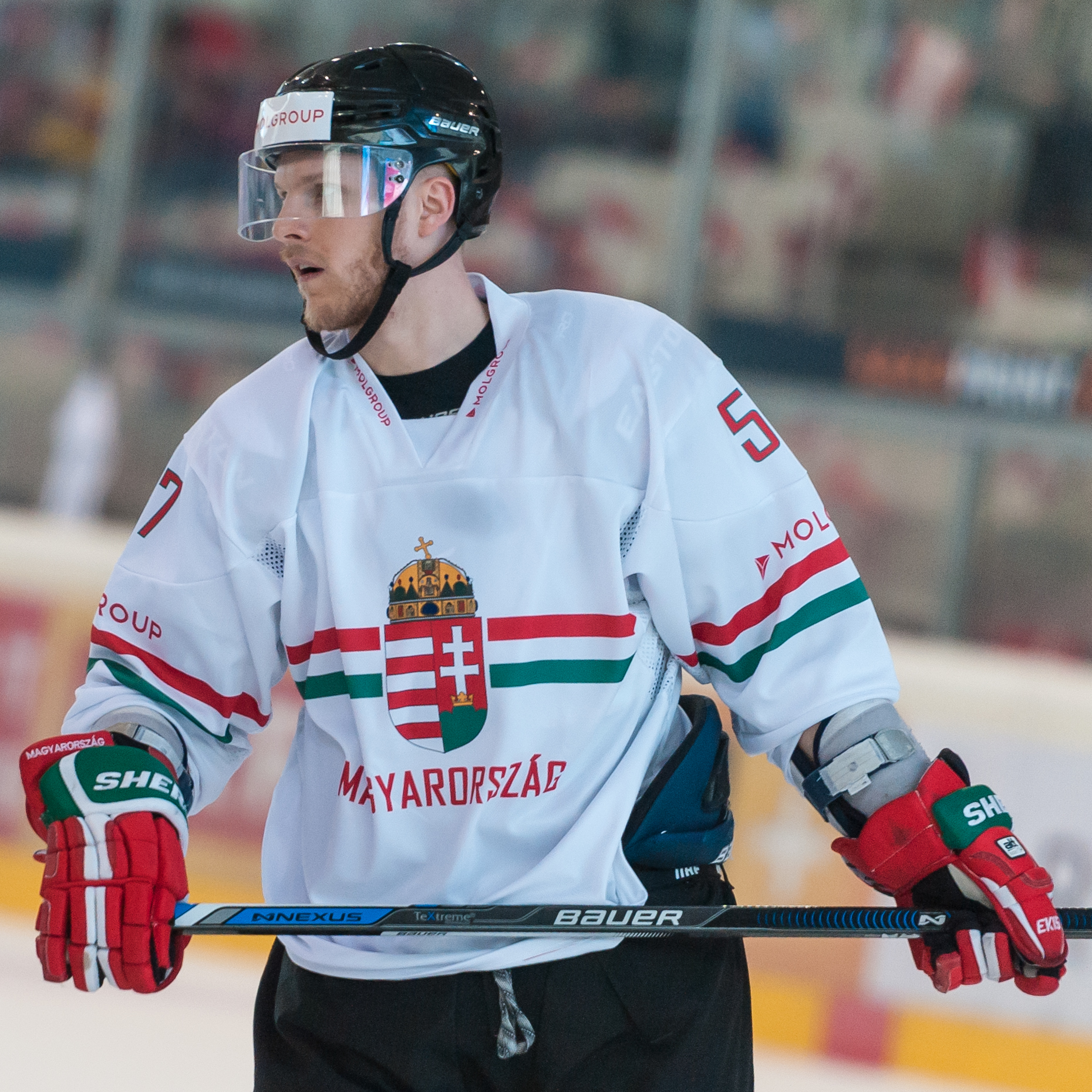
Le maillot de 2016, porté par Attila Orban.

| No    | Nom                | Position       | Club                       |
| ----- | ------------------ | -------------- | -------------------------- |
| +001, | Bence Bálizs       | Gardien de but | Sparta Warriors            |
| +005, | Domán Szongoth     | Attaquant      | KooKoo Kouvola             |
| +007, | András Mihalik     | Attaquant      | DEAC                       |
| +008, | Bence Szabó        | Défenseur      | Budapest JAHC              |
| +010, | Ferenc Laskawy     | Attaquant      | Újpesti Torna Egylet       |
| +011, | Gabor Tornyai      | Défenseur      | Újpesti Torna Egylet       |
| +013, | Krisztián Nagy     | Attaquant      | Budapest JAHC              |
| +016, | János Hári - A     | Attaquant      | Fehérvár AV19              |
| +021, | Kristóf Papp       | Attaquant      | Heartlanders de l'Iowa     |
| +022, | Vilmos Galló       | Attaquant      | KooKoo Kouvola             |
| +023, | Zétény Hadobás     | Défenseur      | Heartlanders de l'Iowa     |
| +024, | Kristof Németh     | Attaquant      | Fehérvár AV19              |
| +027, | Henrik Nilsson     | Défenseur      | Kalmar HC                  |
| +030, | Adam Vay           | Gardien de but | HK Poprad                  |
| +033, | Milán Horváth      | Défenseur      | Budapest JAHC              |
| +034, | István Terbócs - A | Attaquant      | Fehérvár AV19              |
| +035, | Dominik Horváth    | Gardien de but | Fehérvár AV19              |
| +036, | Csanád Erdély - C  | Attaquant      | Fehérvár AV19              |
| +055, | Tamás Ortenszky    | Défenseur      | Eishockey Club Winterthour |
| +061, | Péter Vincze       | Attaquant      | CS Progym Gheorgheni       |
| +068, | Bence Horváth      | Attaquant      | Jukurit Mikkeli            |
| +070, | Zsombor Garát      | Défenseur      | Nottingham Panthers        |
| +082, | Simon Szathmary    | Défenseur      | DVTK Jegesmedvék           |
| +087, | Gergő Ambrus       | Attaquant      | Fehérvár AV19              |
| +093, | Akos Mihaly        | Attaquant      | Fehérvár AV19              |

## Résultats

### Jeux olympiques
- 1920-1924 - Ne participe pas
- 1928 - 11e place
- 1932 -  Ne participe pas
- 1936 - 8e place
- 1948-1960 - Ne participe pas
- 1964 - 16e place
- 1968-2006 - Ne participe pas
- 2010 - Non qualifié
- 2014 - Non qualifié
- 2018 - Non qualifié
- 2022 - Non qualifié

### Championnats du monde
Les Jeux olympiques d'hiver tenus entre 1920 et 1968 comptent également comme les championnats du monde . Durant les Jeux Olympiques de 1980, 1984 et 1988 il n'y a pas eu de compétition du tout. 
Depuis les années 1940, la Hongrie navigue dans les divisions inférieures du championnat, bien qu'elle réussisse à atteindre le groupe élite deux fois ces dernières années (2009 et 2016). En 2008, la Hongrie gagne sa promotion en élite, 70 après sa dernière apparition en 1938. Elle termine première de la division IB en battant l'Ukraine lors du match décisif. 
- 1920-1924 -  Ne participe pas
- 1928 - 11e place
- 1930 - 6e place (ex æquo)
- 1931 - 7e place
- 1932 - Ne participe pas aux JO
- 1933 - 7e place
- 1934 - 6e place
- 1935 - 11e place
- 1936 - 8e place
- 1937 - 5e place
- 1938 - 7e place (ex æquo)
- 1939 - 7e place
- 1947-1958 - Ne participe pas
- 1959 - 14e place (2e du Groupe B)
- 1960-1962 - Ne participe pas
- 1963 - 17e place (2e du Groupe C)
- 1964 - 16e place (8e du Groupe B)
- 1965 - 12e place (4e du Groupe B)
- 1966 - 15e place (7e du Groupe B)
- 1967 - 16e place (8e du Groupe B)
- 1968 - Ne participe pas aux JO
- 1969 - 17e place (3e du Groupe C)
- 1970 - 17e place (3e du Groupe C)
- 1971 - 17e place (3e du Groupe C)
- 1972 - 19e place (5e du Groupe C)
- 1973 - 17e place (3e du Groupe C)
- 1974 - 18e place (4e du Groupe C)
- 1975 - 18e place (4e du Groupe C)
- 1976 - 16e place (2e du Groupe C)
- 1977 - 14e place (6e du Groupe B)
- 1978 - 13e place (5e du Groupe B)
- 1979 - 17e place (9e du Groupe B)
- 1981 - 19e place (3e du Groupe C)
- 1982 - 21e place (5e du Groupe C)
- 1983 - 18e place (2e du Groupe C)
- 1985 - 16e place (8e du Groupe B)
- 1986 - 22e place (6e du Groupe C)
- 1987 - 21e place (5e du Groupe C)
- 1989 - 21e place (5e du Groupe C)
- 1990 - 20e place (4e du Groupe C)
- 1991 - 23e place (7e du Groupe C)
- 1992 - 22e place (6e du Groupe C)
- 1993 - 21e place (5e du Groupe C)
- 1994 - 26e place (6e du Groupe C)
- 1995 - 26e place (6e du Groupe C)
- 1996 - 24e place (4e du Groupe C)
- 1997 - 26e place (6e du Groupe C)
- 1998 - 25e place (1re du Groupe C)
- 1999 - 24e place (8e du Groupe B)
- 2000 - 25e place (1re du Groupe C)
- 2001 - 4e de la Division I, Groupe A
- 2002 - 2e de la Division I, Groupe B
- 2003 - 3e de la Division I, Groupe A
- 2004 - 4e de la Division I, Groupe A
- 2005 - 3e de la Division I, Groupe A
- 2006 - 4e de la Division I, Groupe A
- 2007 - 2e de la Division I, Groupe B
- 2008 - 1re de la Division I, Groupe B
- 2009 - 16e place
- 2010 - 2e de la Division I, Groupe B
- 2011 - 2e de la Division I, Groupe A
- 2012 - 3e de la Division IA
- 2013 - 3e de la Division IA
- 2014 - 5e de la Division IA
- 2015 - 2e de la Division IA
- 2016 - 15e
- 2017 - 5e de la Division IA
- 2018 - 4e de la Division IA
- 2019 - 5e de la Division IA
- 2020 - Annulé en raison du coronavirus
- 2021 - Annulé en raison du coronavirus
- 2022 - 2e de la Division IA
- 2023 - 15e place (8e du Groupe A)
- 2024 - 1er de la Division IA
- 2025 - 14e place

Note :  Promue ;  Reléguée

## Classement mondial
| Année     | Rang | Points | Progression |
| --------- | ---- | ------ | ----------- |
| 2003      | 22   | 2 255  |             |
| 2004      | 22   | 2 060  | ±0          |
| 2005      | 22   | 1 920  | ±0          |
| Mai 2006  | 22   | 2 430  | ±0          |
| 2007      | 21   | 2 320  | +1          |
| 2008      | 20   | 2 220  | +1          |
| 2009      | 20   | 2 130  | ±0          |
| Fév. 2010 | 20   | 2 675  | ±0          |
| Mai 2010  | 20   | 2 665  | ±0          |

| Année        | Rang | Points | Progression |
| ------------ | ---- | ------ | ----------- |
| 2011         | 20   | 2 460  | ±0          |
| 2012         | 19   | 2 265  | +1          |
| 2013         | 19   | 2 075  | ±0          |
| Fév. 2014    | 19   | 2 595  | ±0          |
| Mai 2014     | 19   | 2 560  | ±0          |
| 2015         | 19   | 2 415  | ±0          |
| 2016         | 19   | 2 325  | ±0          |
| 2017         | 19   | 2 095  | ±0          |
| février 2018 | 20   | 2 620  | -1          |
| Mai 2018     | 20   | 2 595  | -1          |
| 2019         | 21   | 2 370  | -1          |

## Équipe des moins de20 ans

### Championnats du monde junior
La Hongrie participe au Championnat du monde junior trois ans après sa création officielle en 1977. 
- 1980 - 7e place du groupe B
- 1981-1982 - Ne participe pas
- 1983 - 3e place du groupe C
- 1984 - 3e place du groupe C
- 1985 - 2e place du groupe C
- 1986 - 5e place du groupe C
- 1987 - Ne participe pas
- 1988 - 6e place du groupe C
- 1989 - Ne participe pas
- 1990 - 7e place du groupe C
- 1991 - 7e place du groupe C
- 1992 - 5e place du groupe C
- 1993 - 3e place du groupe C
- 1994 - 5e place du groupe C
- 1995 - 2e place du groupe C1
- 1996 - 4e place du groupe B
- 1997 - 7e place du groupe B
- 1998 - 5e place du groupe B
- 1999 - 8e place du groupe B
- 2000 - 4e place du groupe C
- 2001 - 7e de la Division II
- 2002 - 6e de la Division II
- 2003 - 1er de la Division II, Groupe B
- 2004 - 6e de la Division I, Groupe A
- 2005 - 1er de la Division II, Groupe B
- 2006 - 6e de la Division I, Groupe B
- 2007 - 1er de la Division II, Groupe A
- 2008 - 4e de la Division I, Groupe B
- 2009 - 4e de la Division I, Groupe B
- 2010 - 2e de la Division II, Groupe B
- 2011 - 2e de la Division II, Groupe B
- 2012 - 3e de la Division II, Groupe A
- 2013 - 2e de la Division IIA
- 2014 - 1re de la Division IIA
- 2015 - 6e de la Division IB
- 2016 - 1re de la Division IIA
- 2017 - 1re de la Division IB
- 2018 - 6e de la Division IA
- 2019 - 3e de la Division IB
- 2020 - 1re de la Division IB
- 2021 - Annulé en raison du coronavirus
- 2022 - 6e de la Division IA
- 2023 - 4e de la Division IA
- 2024 - 5e de la Division IA
- 2025 - 6e de la Division IA

## Équipe des moins de18 ans

### Championnats du monde moins de18 ans
L'équipe des moins de 18 ans participe dès la première édition.
- 1999 - 7e du Groupe B
- 2000 - 4e de la Division I
- 2001 - 7e de la Division II
- 2002 - 6e de la Division II
- 2003 - 2e de la Division II, Groupe B
- 2004 - 2e de la Division II, Groupe A
- 2005 - 1re de la Division II, Groupe A
- 2006 - 6e de la Division I, Groupe A
- 2007 - 2e de la Division II, Groupe A
- 2008 - 1re de la Division II, Groupe B
- 2009 - 3e de la Division I, Groupe A
- 2010 - 2e de la Division I, Groupe B
- 2011 - 4e de la Division I, Groupe A
- 2012 - 6e de la Division I, Groupe B
- 2013 - 1re de la Division IIA
- 2014 - 1re de la Division IB
- 2015 - 6e de la Division IA
- 2016 - 1re de la Division IB
- 2017 - 6e de la Division IA
- 2018 - 4e de la Division IB
- 2019 - 3e de la Division IB
- 2020 - Annulé en raison du coronavirus
- 2021 - Annulé en raison du coronavirus
- 2022 - 1re de la Division IB
- 2023 - 4e de la Division IA
- 2024 - 4e de la Division IA
- 2025 - 5e de la Division IA